# God de Vader

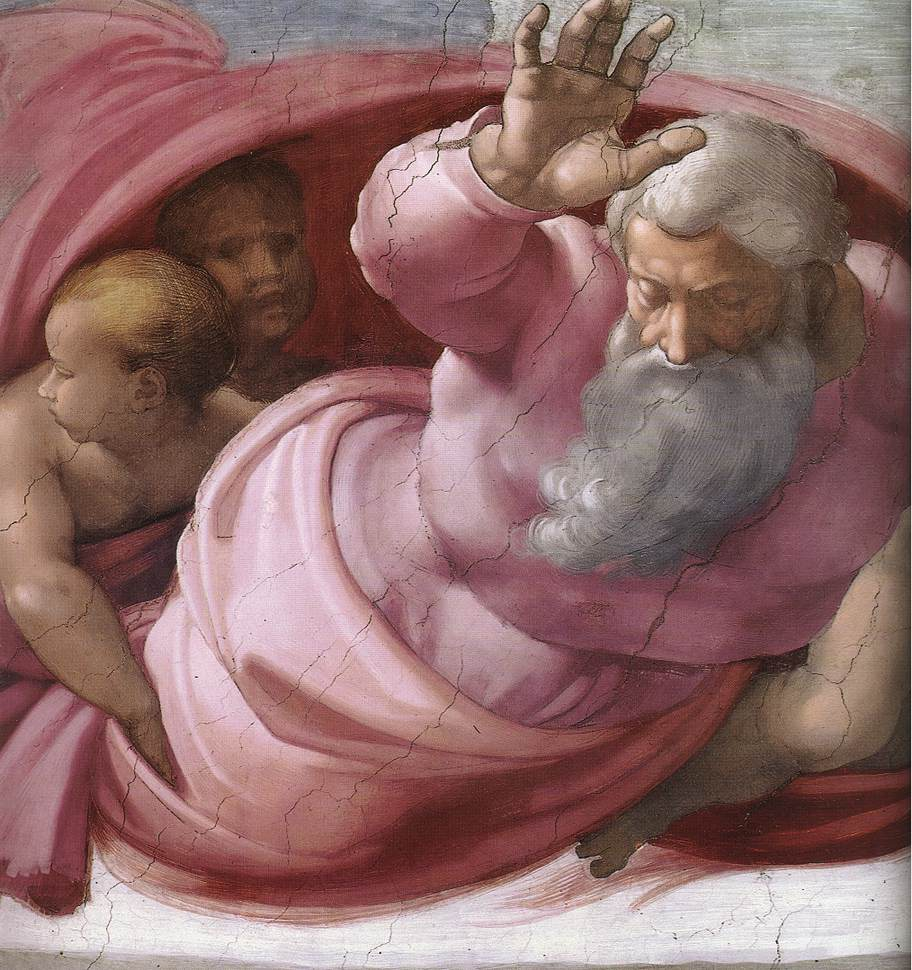
God de Vader die het land van het water scheidt. Fresco van Michelangelo in de Sixtijnse Kapel

Met God de Vader wordt in de theologie het mannelijke en vaderlijke concept of aspect van God aangeduid. In de orthodoxe theologie is God de Vader de Eerste Persoon van de Alheilige Drie-eenheid. De uitdrukking verwijst daarbij zowel naar God als Schepper van de wereld en van de mensheid, als naar het idee dat Jezus Christus de zoon van God is.
In grote delen van het christendom is het begrip God gekoppeld aan de Drie-eenheid:
1. God de Vader;
2. Jezus Christus, de zoon;
3. de Heilige Geest.

Enkele christelijke stromingen, zoals de unitariërs, de Jehova's getuigen en de mormonen wijzen de leer van de Drie-eenheid af. Voor hen is God de Vader slechts een andere aanduiding van JHWH. Bij de Kerk van Jezus Christus van de Heiligen der Laatste Dagen wordt God de Vader gezien als de hemelse Vader, Vader van Jezus Christus en van alle mensen.